# Corynebacterium minutissimum
Il Corynebacterium minutissimum è un batterio appartenente ad un gruppo di microrganismi abbastanza vasto con alcune caratteristiche che lo avvicinano a quello della difterite.
Esso ha la caratteristica di non possedere motilità, e di stanziare nel luogo d'infezione. Anche in fase riproduttiva i nuovo individui tendono a rimanere nella stessa sede nella quale si sono formati.
È responsabile, nell'uomo, dell'infezione dermatologica nota come eritrasma.

## Sensibilità agli antibiotici
Tali microrganismi sono poco sensibili alle penicilline e scarsamente alla ciprofloxacina. Risentono invece positivamente al trattamento con eritromicina o eritrocina.